# Estilo Chão

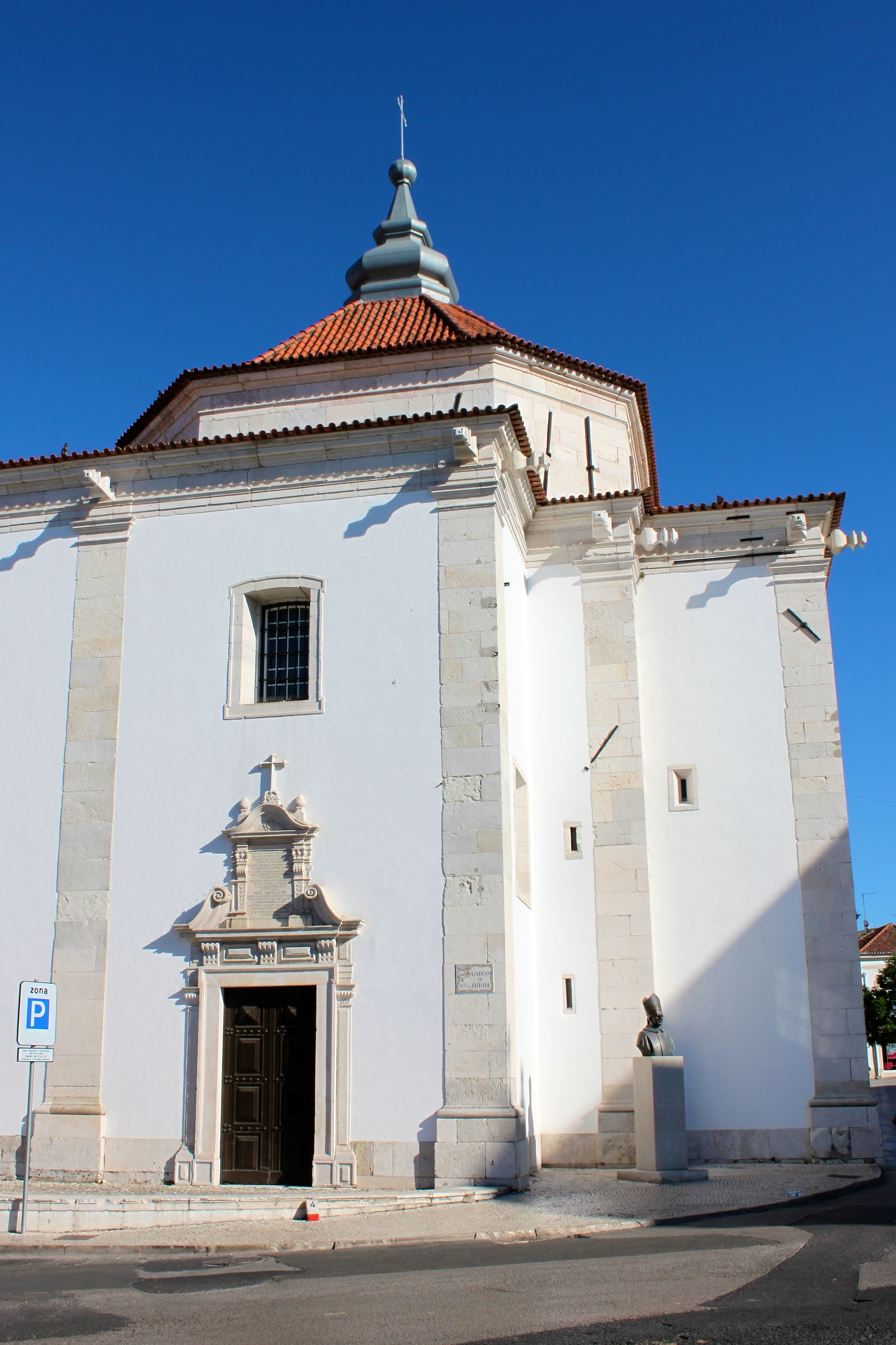
A igreja de Nossa Senhora da Piedade, em Santarém mostra as linhas do estilo chão, com excepção apenas da decoração barroca no frontispício da porta.

O Estilo Chão é um estilo arquitectónico português, do séc. XVII, marcado pela austeridade e sobriedade das formas. O termo (plain architecture, em inglês) foi criado pelo teórico norte-americano George Kubler, que define este estilo como uma "arquitectura vernácula, mais relacionada com as tradições de um dialecto vivo do que com os grandes autores da Antiguidade Clássica". Este mesmo autor faz remontar a origem deste estilo a sugestões de arquitectos militares italianos, ainda que possam existir influências do Norte da Europa e da própria tradição arquitectónica portuguesa.

## Descrição
Ainda que muitas vezes relacionado com o estilo desornamentado espanhol, patente, por exemplo, no Palácio do Escorial, este estilo é anterior à corrente arquitectónica espanhola em cerca de uma década, correspondendo a uma mudança no gosto durante o reinado de D. João III, em que se começou a procurar a "clareza, a ordem, a proporção e simplicidade" (Miguel de Arruda desempenhou um papel de relevo na afirmação deste estilo).
É uma arquitectura de influência clássica, usando proporções aúreas, métrica, proporção, geometria clássica e o rectângulo de ouro; as volumetrias são paralelepípedos rectângulos, extremamente compactos e ortogonais. A linha recta é usada para definir quase tudo e a decoração é evitada sempre que possível, tornando os edifícios atarracados, de aspecto fortificado, baixos e depurados. Trata-se de uma atitude arquitectónica tipicamente portuguesa, nascida da tentativa de preservação da identidade nacional, num período de crise política, económica e social.

## Arquitectura
São edifícios basilicais com duas torres sineiras, de nave única, capela mor profunda, naves laterais transformadas em capelas interligadas (pequenas portas de comunicação), interior sem decoração e exterior com portal janelas e muito simples. É um tipo de edifício muito prático, permitindo ser construído por todo o império com pequenas adaptações, e pronto a receber decoração quando se pensar ser conveniente ou existirem recursos económicos disponíveis.
Teve grande sucesso porque permite transformar através da talha dourada, pintura, azulejo, etc. espaços áridos em aparatosos cenários decorativos. O mesmo se poderia aplicar aos exteriores. Permitem posteriormente aplicar decoração ou simplesmente construir o mesmo tipo de edifício adaptando a decoração ao gosto da época e do local. Prático e económico.
Nasce da necessidade de desenvolver uma forma de arquitectura que seja possível construir por todo o império, desde Portugal até à Índia passando pelo Brasil, facilmente executável e económica. Para a compreender na sua totalidade é fundamental ter presente o seu carácter funcional e o espaço do império. Desenvolveu-se uma tipologia elegante permitindo o frágil equilíbrio entre a implantação portuguesa e os modelos decorativos locais. O resultado foi muito engenhoso, pois esta arquitectura manteve-se por mais de um século e como era muito prática, adaptando-se com facilidade através da decoração, condicionou o desenvolvimento do barroco nos territórios controlados por Portugal. Mal compreendida pela História da Arte, que deseja ver modelos italianos ou franceses, começou apenas nos anos 80 do século XX a ser compreendida pelo seu engenho e inteligência.